# اولشنا (استان اشوی‌داشکسیه)
اولشنا (به لهستانی: Olszyna) یک منطقهٔ مسکونی در لهستان است که در گمینا منگوو واقع شده‌است. اولشنا ۳۰ نفر جمعیت دارد.